# Pop Model
Albums de Lio
Amour toujours
(1983) Cancan
(1988)
Singles
1. Les brunes comptent pas pour des prunes
Sortie : 1986
2. Fallait pas commencer
Sortie : 1986
3. Je casse tout ce que je touche
Sortie : 1987
4. Chauffeur, suivez cette voiture
Sortie : 1987

Pop Model est le quatrième album studio de la chanteuse Lio. Sorti en 1986, il marque le retour de Lio sur le devant de la scène. Il lui offre son second disque d'or et se vend à plus de 100 000 exemplaires.
Après la publication en 2004 de l'autobiographie de Lio reprenant le nom de l'album, celui-ci est réédité chez ZE Records en 2005, enrichi de titres bonus.

## Réception
L'album est inclus dans l'ouvrage Philippe Manœuvre présente : Rock français, de Johnny à BB Brunes, 123 albums essentiels.

## Titres
| No  | Titre                                   | Paroles          | Musique                    | Durée |
| --- | --------------------------------------- | ---------------- | -------------------------- | ----- |
| 1.  | Pop Song                                | Guillaume Israël | Yann Le ker, Cacho Vasquez | 3:25  |
| 2.  | Je casse tout ce que je touche          | Jacques Duvall   | Jay Alanski                | 3:54  |
| 3.  | Les Deux pour le prix d'une             | Jacques Duvall   | Jay Alanski                | 3:38  |
| 4.  | Les filles veulent tout                 | Guillaume Israël | Isabelle Antena            | 3:41  |
| 5.  | Dallas                                  | Jacques Duvall   | Jay Alanski                | 3:56  |
| 6.  | Les brunes comptent pas pour des prunes | Jacques Duvall   | Marc Moulin                | 3:09  |
| 7.  | Fallait pas commencer                   | Jacques Duvall   | Jay Alanski                | 3:50  |
| 8.  | Veste du soir                           | Guillaume Israël | Yann Le ker                | 3:49  |
| 9.  | Hot Love (Bonus sur les éditions CD)    | Marc Bolan       | Marc Bolan                 | 3:36  |
| 10. | Barbie                                  | Jacques Duvall   | Jay Alanski                | 3:49  |
| 11. | Chauffeur, suivez cette voiture         | Jacques Duvall   | Jay Alanski                | 3:25  |

| 12. | Brunettes Are No Puppets                                    | 3:09 |
| 13. | Les Deux pour le prix d'une (Long version club)             | 5:10 |
| 14. | Les brunes comptent pas pour des prunes (Long version club) | 4:48 |
| 15. | Fallait pas commencer (Long version club)                   | 5:02 |
| 16. | Je casse tout ce que je touche (Long version club)          | 5:11 |
| 17. | Chauffeur, suivez cette voiture (Long version club)         | 5:02 |
| 18. | Barbie (Alternative mix no drum)                            | 3:48 |

## Classements
| Pays   | Meilleure position |
| ------ | ------------------ |
| Europe | 89                 |

## Singles
- Les brunes comptent pas pour des prunes/Mouche - 1986 (n°10 France)
- Fallait pas commencer/Barbie - 1986 (n°5 France)
- Je casse tout ce que je touche/Veste du soir - 1987 (n°22 France)
- Chauffeur, suivez cette voiture/Pop Song - 1987